# Philipp Ernst

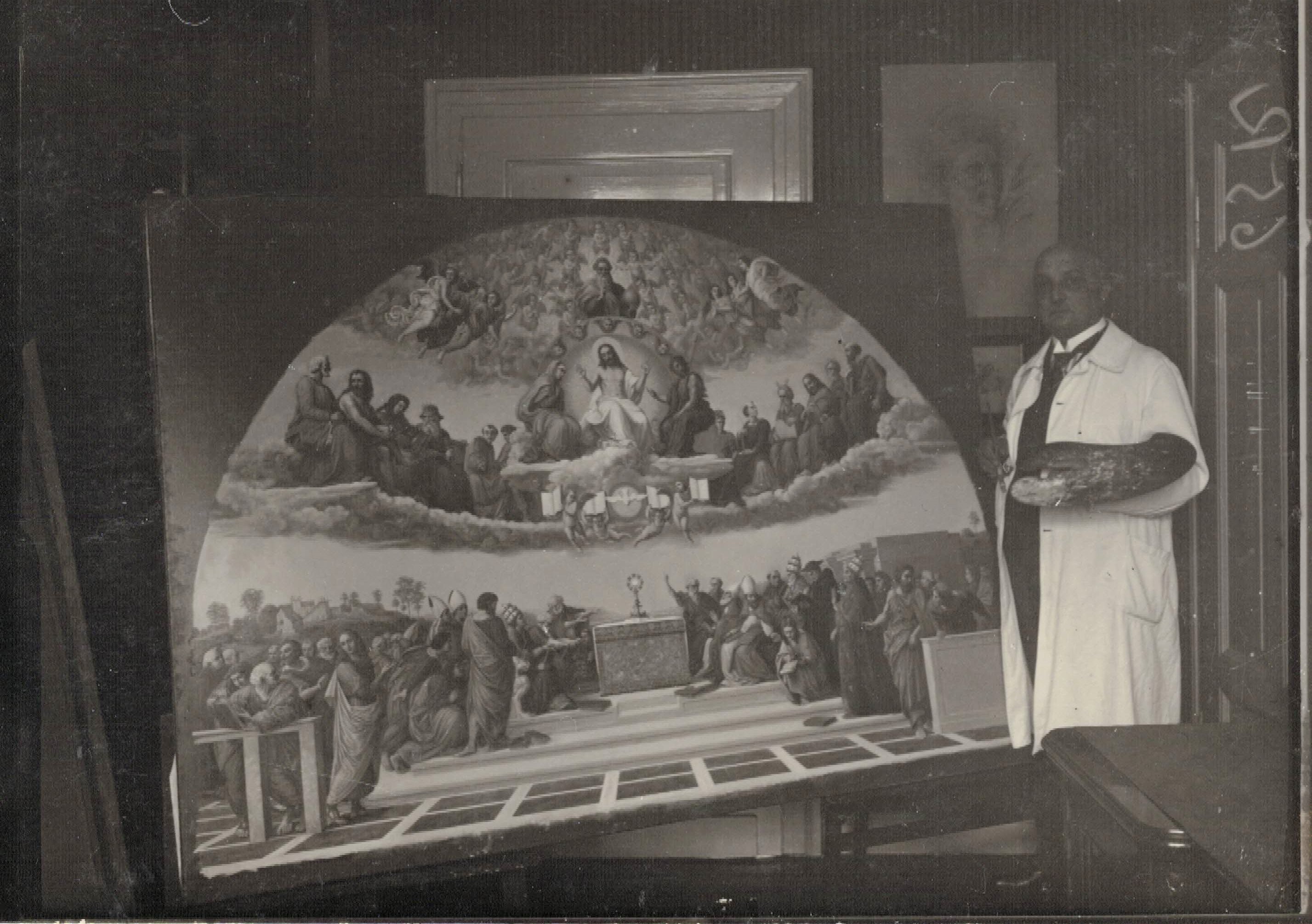
Philipp Ernst 1932 im Alter von 70 Jahren mit seinem Werk Disputa nach Raffael

Philipp Ernst (* 9. Mai 1862 in Jülich; † 10. Februar 1942 in Brühl bei Köln) war ein deutscher Lehrer und Maler.

## Leben

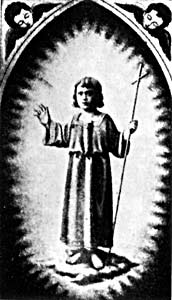
Philipp Ernst: Max Ernst als Jesuskind, 1896

Philipp Ernst war Sohn des Postbeamten Wilhelm Ernst aus Köln und seiner Ehefrau Maria Katharina Ernst, geb. Sapper aus Jülich. Mit seiner Ehefrau Luise (geb. Kopp) hatte er neun Kinder, wobei das dritte Kind der Maler Max Ernst war. Das jüngste Kind war Apollonia (Loni), geboren 1906, später verheiratet mit dem Kunsthistoriker Lothar Pretzell.
43 Jahre arbeitete Philipp Ernst als Lehrer, davon die meiste Zeit als Taubstummenlehrer. Neben dem Beruf war seine Passion die Malerei. Er war bereits in jungen Jahren malerisch begabt, sodass er sogar erwogen hatte, eine Ausbildung zum Maler zu absolvieren, die seine Eltern jedoch ablehnten. Mittels des Nebenerwerbs durch die Malerei gelang es ihm, sechs seiner Kinder ein Studium zu ermöglichen.

## Künstlerisches Werk

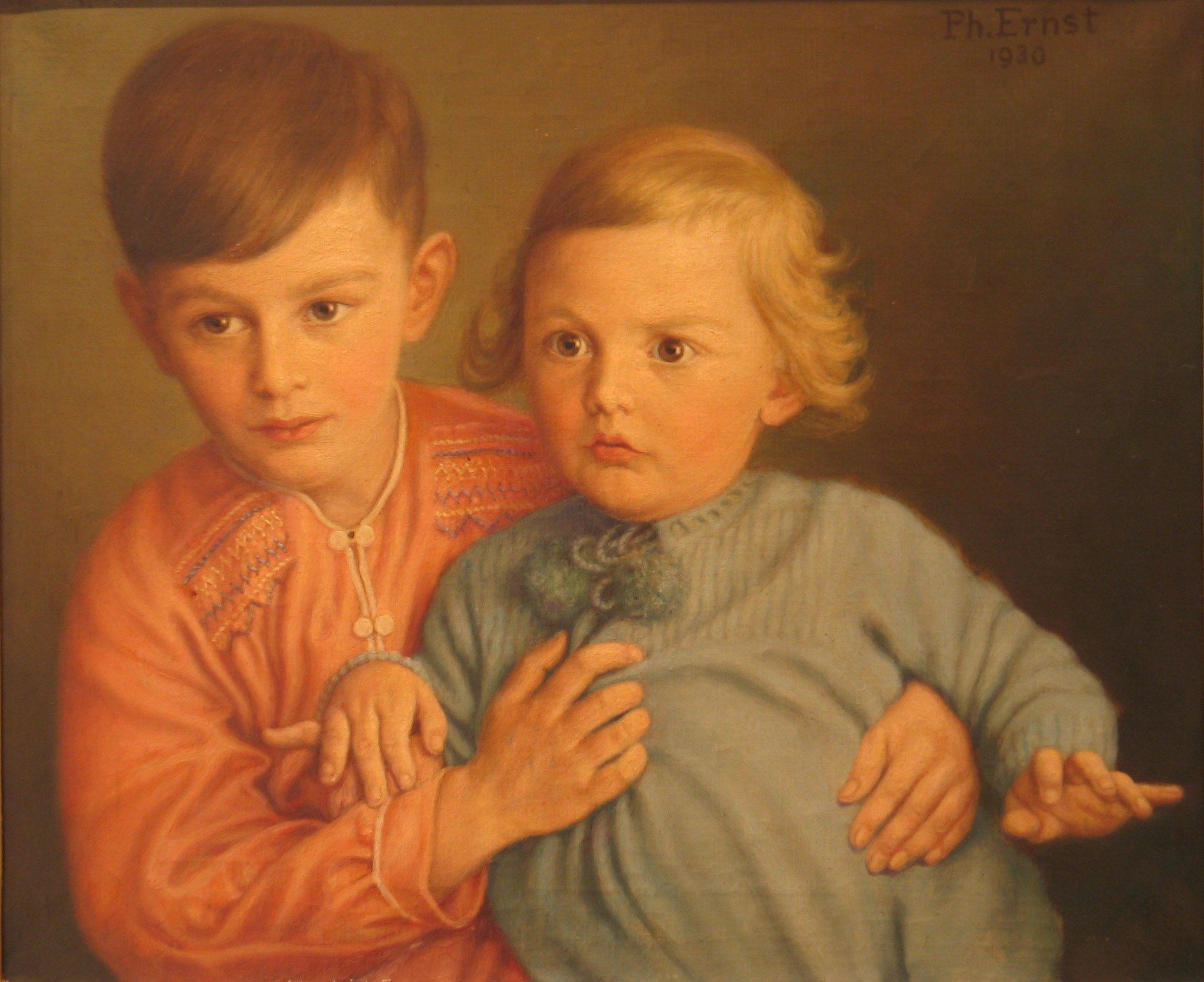
Die Enkelkinder Karl und Walter Ernst, 1930 Öl auf Leinwand, 42 × 50 cm Signiert Ph. Ernst 1930

Philipp Ernst war Autodidakt. Er malte streng realistisch, versuchte die Motive, die er sah, exakt auf seinen Bildern wieder zu geben. So können die meisten seiner Bilder als dargestellte Wirklichkeit bezeichnet werden. Schwerpunkt seines Werks war die Porträtmalerei. Anfänglich porträtierte er Lehrerkollegen. Später entstand auch eine beachtliche Anzahl von Familienporträts und Porträts anderer Personen. Als Vorlagen dienten ihm häufig, gerade bei der Porträtmalerei Fotografien. Auch bediente er sich bei seinen Arbeiten als Kopist der Bilder anderer Künstler als Vorlage. Beispielhaft seien hierfür genannt: 1. Die Anatomie des Professor Tulp, nach Rembrandt, Öl auf Leinwand, 120 × 150 cm, signiert Ph. Ernst 1923 2. Alpenlandschaft mit Kirche und Kapelle am Weg, nach Schiestl, Öl auf Pappe, 35 × 26 cm 3. Bismarck, nach Lenbach, Öl auf Holz, 27 × 19 cm, signiert l.u. Lenbach p., r.u. Ernst c.p. 4. Madonna mit vier Engeln, nach Murillo, Öl auf Leinwand, 42 × 24 cm, signiert l.u. Murillo p., r.u. Ph. Ernst.
Einige Motive malte er in fast identischer Ausführung auch mehrmals. Hierfür seien beispielhaft drei Ölbilder auf Hartfaserplatte des Motivs Blick von der Schlossterrasse zur Schlosskirche Brühl im Winter genannt. Neben der Tatsache, dass Philipp Ernst mit seinen Bildern Familienangehörige und Freunde erfreute, bewegte seine Kunst auch seinen Sohn Max. So war es die Begegnung des kleinen Max Ernst mit dem, von Philipp Ernst mit viel Akribie gefertigten Bild Der Mönch von Heisterbach (Einsamkeit), das die spätere künstlerische Entwicklung von Max Ernst beeinflussen sollte. Bis auf wenige Ausnahmen befinden sich die meisten seiner Bilder in Privatbesitz.

### Bilder in öffentlichen Sammlungen

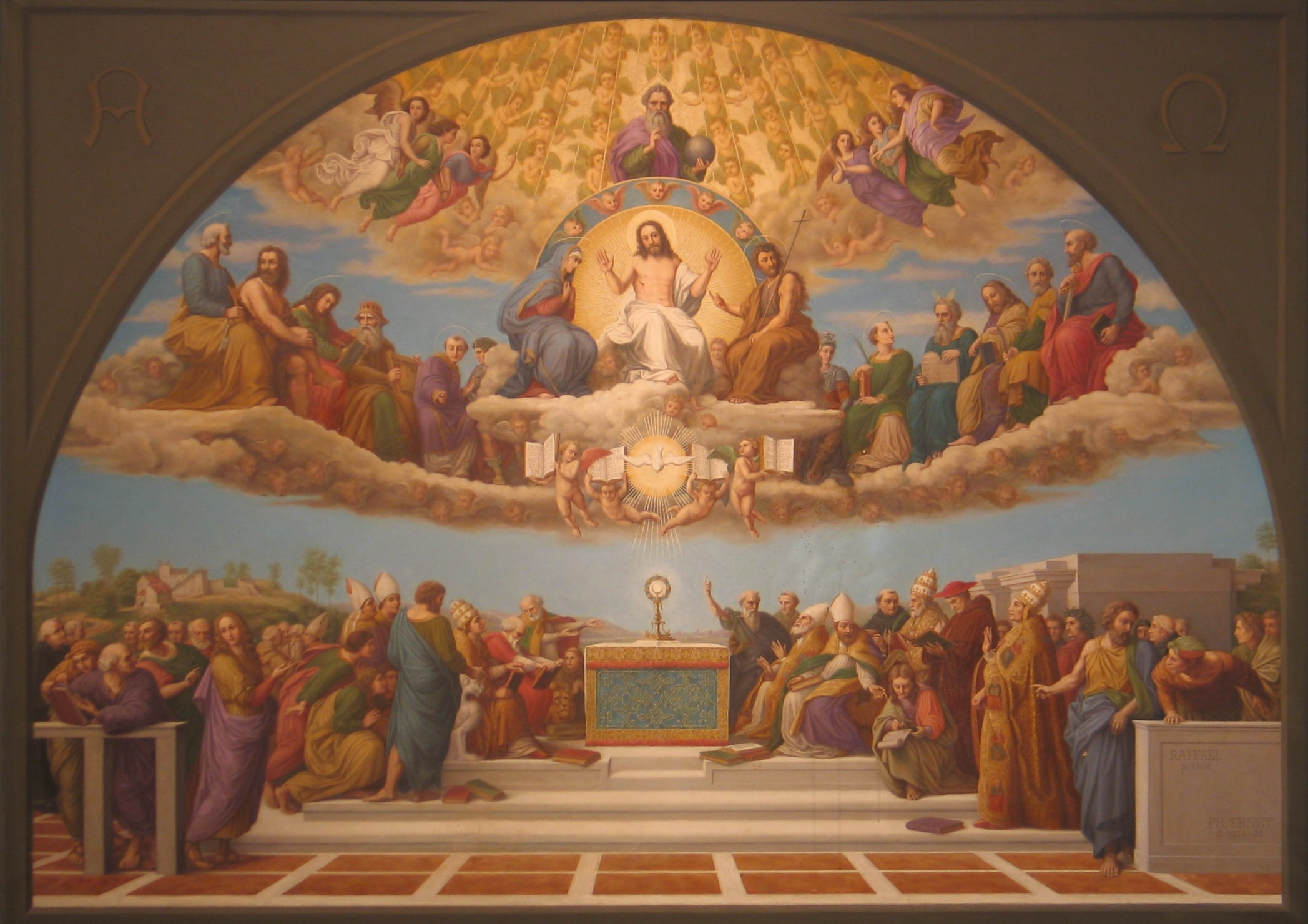
Philipp Ernst, Disputa nach Raffael, 1924–1932

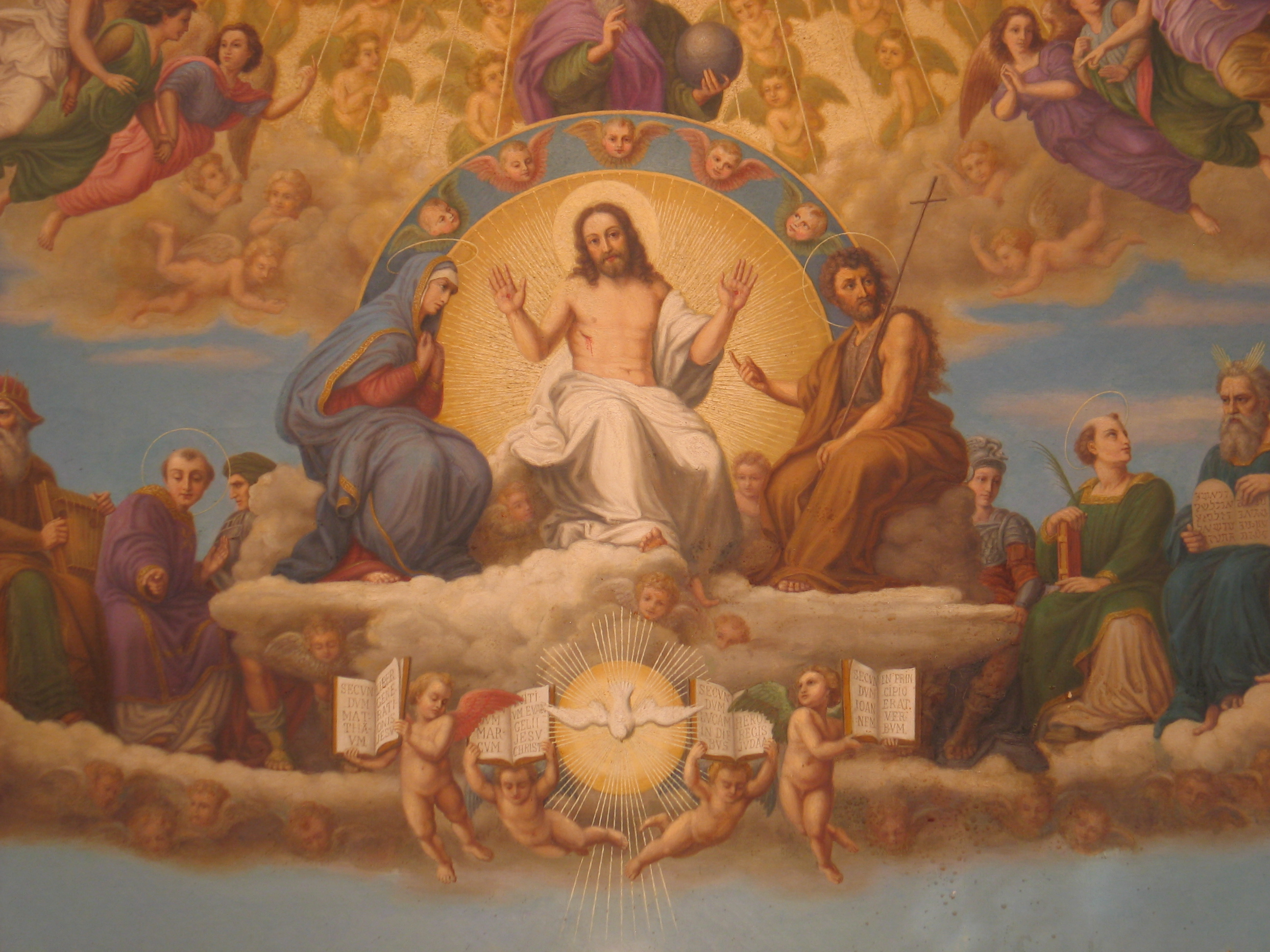
Philipp Ernst, Detailaufnahme der Disputa nach Raffael

In öffentlichen Sammlungen befinden sich heute folgende Bilder:
- Disputa nach Raffael, gemalt zwischen 1924 und 1932, Öl auf Leinwand, 145 × 205 cm, signiert RAFFAEL p. 1508, PH. ERNST c. 1924–1932 (Max Ernst Museum in Brühl), Die Disputa ist das größte von Philipp Ernst gemalte Ölbild. An diesem Werk, was in seiner Feinheit besticht, arbeitete er acht Jahre lang.

- Porträt des Joseph Kuhl, Rektor des Progymnasiums Jülich, signiert Ph. Ernst 1913 (Ständige Ausstellung in der Zitadelle Jülich)
- Porträt des Wilhelm Vogt, Bürgermeister der Stadt Jülich, signiert Ph. Ernst 1921 (Stadtgeschichtliches Museum in Jülich, Kulturhaus am Hexenturm)

Ein Brustporträt des Kardinals Fischer, Erzbischof von Köln, gemalt von Philipp Ernst um 1912, Öl auf Leinwand, 79,5 × 63 cm, signiert Ph. Ernst, besitzt heute das Domkapitel der Hohen Domkirche Köln. Dieses Gemälde erwies sich für Philipp Ernst als ein besonderer künstlerischer Erfolg. So fand sein Porträt des Kardinals Fischer, welches er für das Rathaus in Jülich angefertigt hatte, nicht nur bei der Stadtverordnetenversammlung großen Beifall, sondern wurde auch von der Familie Fischer derart bewundert, dass Philipp Ernst gleich drei Kopien von dem Porträt des Kardinals 
anfertigen musste.

### Werkverzeichnis

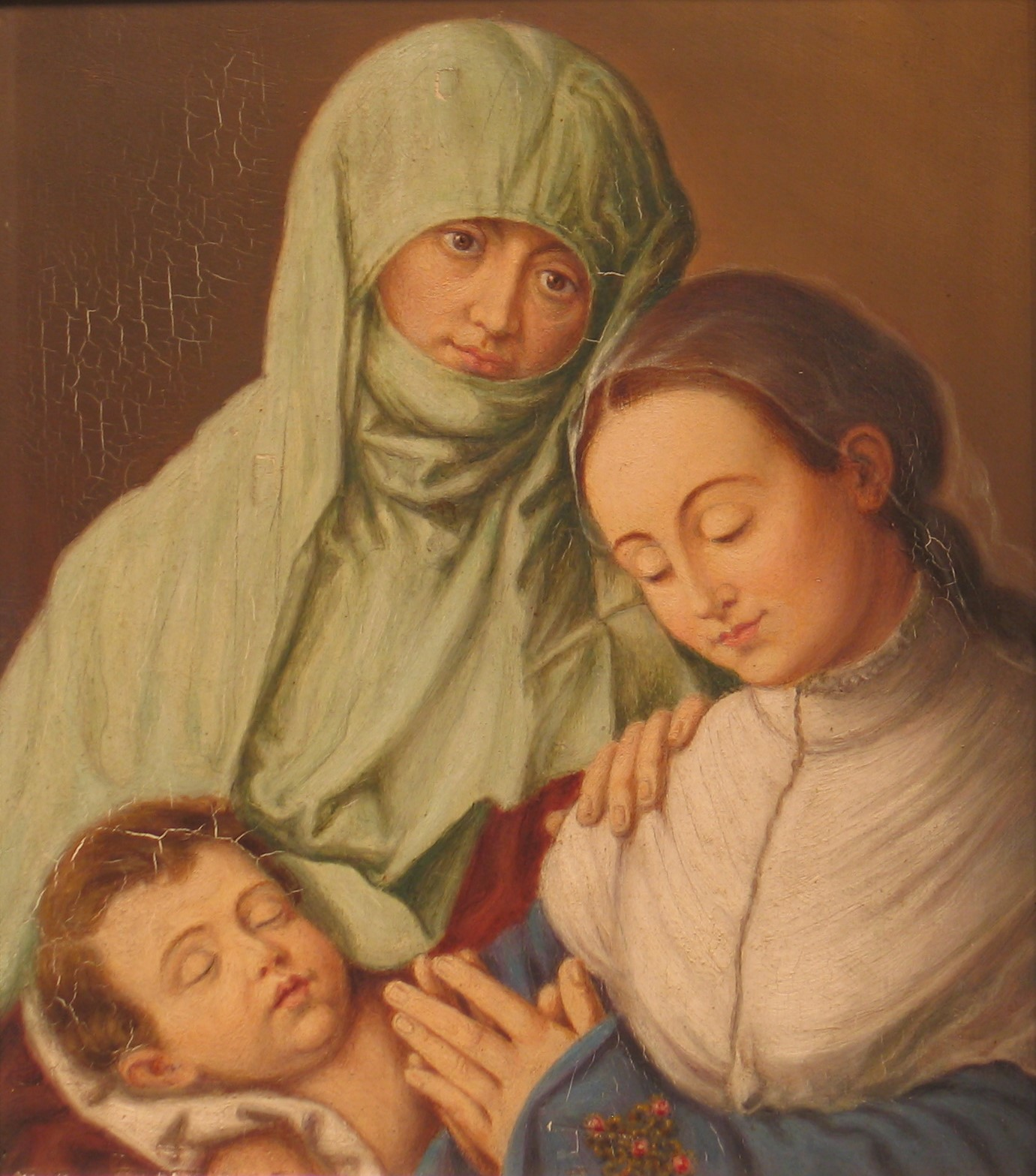
Philipp Ernst, Die heilige Anna selbdritt nach Dürer, Öl auf Leinwand, 24 × 21 cm, unsigniert

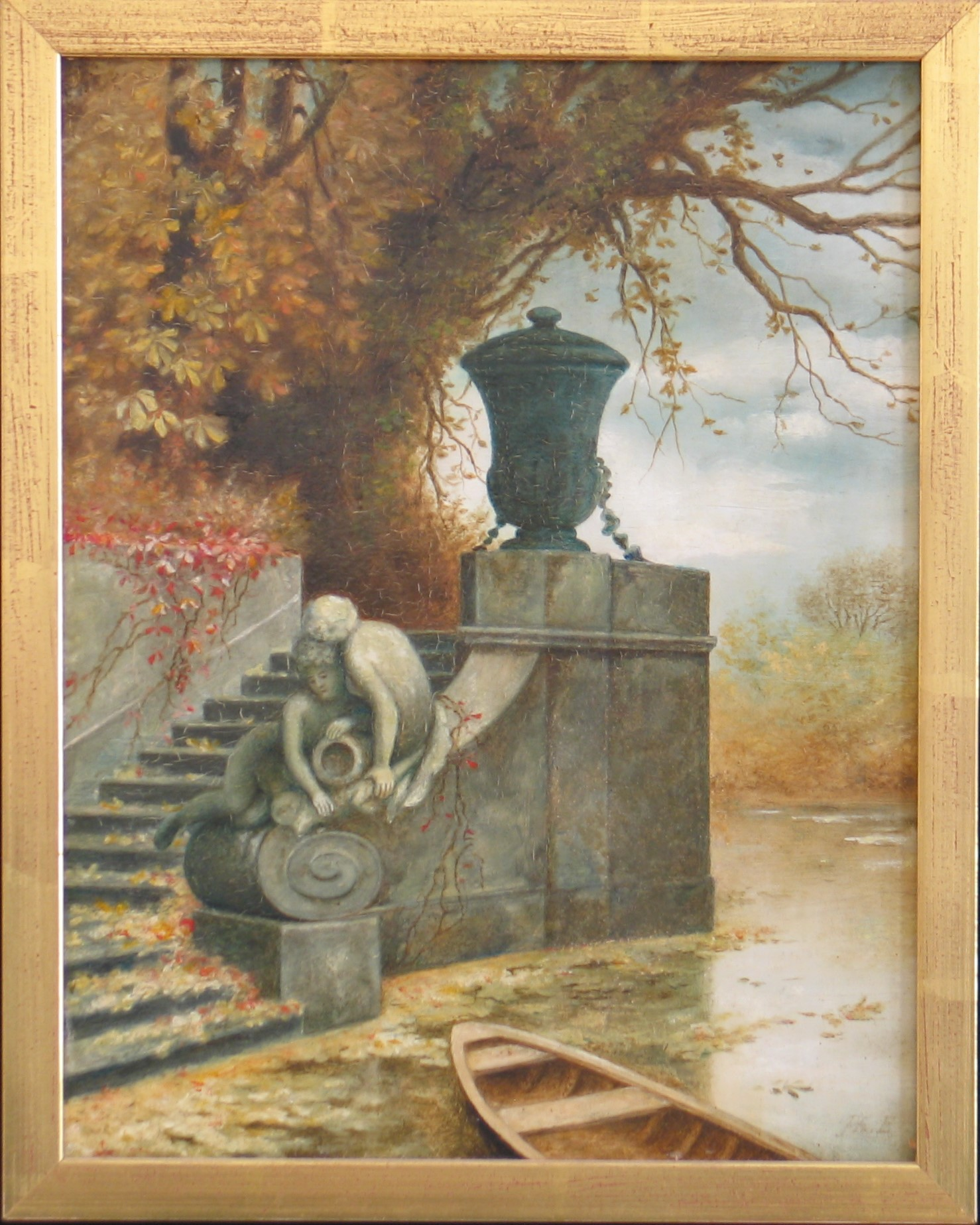
Philipp Ernst, Anlegeplatz im Park mit Kahn, ca. 1894, Öl auf Holz, 27 × 21 cm, signiert Ph. E

Etwa um 2005 wurde durch die Familienangehörigen Rainer Koehne, Barbara Pape-Pretzell und Walter Ernst für das Werk von Philipp Ernst ein Werkverzeichnis angelegt, dessen Gliederung sich nach den verschiedenen Bildmotiven richtet, woraus sich das gesamte Spektrum an Motiven des Künstlers erkennen lässt. In dem Verzeichnis sind insgesamt 129 Werke bildlich abgebildet.
Die Gliederungspunkte dieses Werkverzeichnisses sind:
I. Familienporträts
II. Landschaftliches
III. Blüten, Früchte, Kleingetier
IV. Heroen
V. Kopien nach Meistern
VI. Brühler Porträts
VII. Kölner und Jülicher Porträts
VIII. Weitere Familienporträts
IX. Noch vier Landschaften
C I. Zeichnungen
C II. Kalligraphisches
C III. Künstlerischer Wandschmuck
C IV. Andachtsbilder
Das wohl bekannteste Werk von Philipp Ernst ist das Brustporträt seines Sohnes Max Ernst als Leutnant in feldgrauer Uniform mit angestecktem Eisernen Kreuz 1. Klasse der Stiftung von 1914, gemalt nach einem Foto aus dem Familienalbum, welches in vielen Publikationen über Max Ernst abgebildet ist.
Den Maler selber findet man zusammen mit seinem Ölbild „Disputa von Raffael“ abgebildet auf einer Fotografie des Katalogs zur Ausstellung "Max Ernst Fotografische Porträts und Dokumente, Brühl 1991, Seite 20.

Philipp Ernst: Bismarck, Öl auf Holz, 27 × 19 cm, signiert l.u. Lenbach p., r.u. Ernst c.p.

### Die Signatur von Philipp Ernst
Von den im oben genannten Werkverzeichnis zusammengetragenen Bildern, tragen die meisten Werke (60 Stück), soweit feststellbar, die Signatur „Ph. Ernst“. 36 Werke blieben unsigniert. Bei fünf Werken konnte die Signatur „Ph. E“ festgestellt werden.